# Google Cloud Storage
Google Cloud Storage ist ein REST-Filehosting-Webservice zum Speichern und Abrufen von Daten auf der Google Cloud Platform Infrastruktur. Der Service kombiniert die Leistung und Skalierbarkeit der Cloud von Google mit erweiterten Sicherheits- und Freigabefunktionen. Es handelt sich um einen Infrastructure as a Service (IaaS) Geschäftsmodell, vergleichbar mit dem Amazon S3 Online-Speicherdienst. Im Gegensatz zu Google Drive und nach unterschiedlichen Leistungsbeschreibungen scheint Google Cloud Storage für Unternehmen besser geeignet zu sein.

## Design
Google Storage speichert Objekte (ursprünglich begrenzt auf 100 GiB, derzeit bis zu 5 TiB), die in Buckets organisiert sind (wie S3), die innerhalb jedes Buckets durch einen eindeutigen, benutzerdefinierten Schlüssel identifiziert werden. Alle Anforderungen werden über eine Zugriffssteuerungsliste autorisiert, die jedem Bucket und Objekt zugeordnet ist. Bucket-Namen und -Schlüssel werden so gewählt, dass Objekte über HTTP-URLs adressierbar sind:
- https://storage.googleapis.com/bucket/object
- http://bucket.storage.googleapis.com/object
- https://storage.cloud.google.com/bucket/object

## Features

### Interoperabilität
Google Storage ist interoperabel mit anderen Cloud-Speichertools und Bibliotheken, die mit Diensten wie Amazon S3 und Eucalyptus Systems zusammenarbeiten.

### Konsistenz
Hochladevorgänge in Google Storage sind atomar und bieten eine starke Lese-nach-Schreib-Konsistenz für alle Hochladevorgänge.

### Zugriffssteuerung
Google Storage verwendet Zugriffssteuerungslisten, um den Zugriff auf Objekte und Buckets zu verwalten. Eine Zugriffssteuerungsliste besteht aus einem oder mehreren Einträgen, die jeweils eine bestimmte Berechtigung für einen Bucket gewähren. Berechtigungen definieren, was jemand mit einem Objekt oder Bucket machen kann (z. B. READ oder WRITE). Der Umfang definiert, auf wen sich die Berechtigung bezieht. Zum Beispiel ein bestimmter Benutzer oder eine Gruppe von Benutzern (wie Google-Konto-E-Mail-Adressen, Google Apps-Domäne, öffentlicher Zugang usw.).

### Fortsetzbare Uploads
Google Storage bietet eine wiederaufnehmende Datenübertragungsfunktion, die es Benutzern ermöglicht, den Uploadvorgang wieder aufzunehmen, nachdem ein Kommunikationsausfall den Datenfluss unterbrochen hat.

## Angebot
Google Storage bietet vier Speicherklassen an, die in Datendurchlauf, Latenz und Langlebigkeit identisch sind. Die vier Klassen unterscheiden sich lediglich in ihrer Preisgestaltung, minimalen Speicherdauer und Verfügbarkeit.
- Multi-Regional Storage
- Regional Storage
- Nearline Storage
- Coldline Storage